# Marcos Aurelio Di Paulo
Marcos Aurelio Di Paulo (* 27. September 1920 in Buenos Aires, Argentinien; † 28. September 1996 in León, Mexiko) war ein argentinischer Fußballspieler, der  im offensiven Mittelfeld bzw. im Angriff agierte. Seinen Spitznamen El Pato (dt. Die Ente) erhielt er wegen seines eigentümlichen Gangs aufgrund der geringfügig unterschiedlichen Länge seiner Beine.

## Laufbahn
Im Alter von 15 Jahren schloss er sich den Chacarita Juniors an und wechselte später zum CA Vélez Sársfield.
Vor Beginn der Saison 1944/45, als der neu formierte Club León in die ein Jahr zuvor eingeführte mexikanische Profiliga aufgenommen wurde, wurde er von den Esmeraldas verpflichtet, bei denen er in seiner ersten Epoche von 1944 bis 1948 unter Vertrag stand und in der Saison 1947/48 zum ersten Mal den mexikanischen Meistertitel in die Stadt León holte.
Nach diesem Triumph wechselte er in die spanische Primera División zum  FC Barcelona, mit dem er gleich in seiner ersten Saison 1948/49 auch den spanischen Meistertitel sowie den Supercup und die Copa Latina gewann. Am 22. Oktober 1950 erzielte er in einem Auswärtsspiel beim katalanischen Rivalen UE Lleida den tausendsten Ligatreffer des CF Barcelona.
Im Sommer 1951 kehrte er zum Club León zurück und gewann mit den Esmeraldas zwei weitere Meistertitel in den Spielzeiten 1951/52 und 1955/56.

## Erfolge
- Mexikanischer Meister: 1948, 1952, 1956
- Spanischer Meister: 1949
- Spanischer Pokalsieger: 1951
- Spanischer Supercup: 1948
- Copa Latina: 1949